# نيكول براون سيمبسون
نيكول براون سيمبسون (بالإنجليزية: Nicole Brown Simpson) هي نادلة أمريكية، ولدت في 19 مايو 1959 في فرانكفورت في ألمانيا، وتوفيت في 12 يونيو 1994 في برنتوود ‏ في الولايات المتحدة بسبب طعن.
كانت الزوجة السابقة للاعب كرة القدم المتقاعد والممثل أ.ج. سيمبسون وأم لطفليهما، سيدني وجاستن. عثر عليها مقتولة في منزلها في لوس أنجلوس، كاليفورنيا، في 12 يونيو 1994، مع صديقها، نادل مطعم رون غولدمان. و تم إتهام سيمبسون بجريمة قتلهما، وبعد محاكمة جنائية أثارت الجدل وتم تداولها بشكل واسع في وسائل الإشهار، تم تبرئة سيمبسون من كل التهم، ولكن وقع الطعن في ذلك ليثبت ان سيبسون هو المسؤول عن جريمتي القتل في هذه الدعوى القضائية سنة 1997.

## وصلات خارجية
- نيكول براون سيمبسون على موقع IMDb (الإنجليزية)
- نيكول براون سيمبسون على موقع الموسوعة البريطانية (الإنجليزية)
- نيكول براون سيمبسون على موقع إن إن دي بي (الإنجليزية)